# Vincent Pajot
Vincent Pajot (Domont, 19 augustus 1990) is een Frans voetballer die bij voorkeur als defensieve middenvelder speelt. Hij tekende in 2015 een contract bij AS Saint-Étienne.

## Clubcarrière
Pajot komt uit de jeugdopleiding van Stade Rennais. In het seizoen 2010-2011 leende Stade Rennais Pajot uit aan US Boulogne. Hij maakte voor die club zijn profdebuut op 31 juli 2010 in de Coupe de la Ligue tegen Nantes. Tijdens het seizoen 2012-2013 dwong Pajot een basisplaats af bij Stade Rennais. Hij vormt samen met de Kameroener Jean Makoun een duo op het middenveld als buffer voor de verdediging. Op 10 augustus 2013 scoorde hij op de openingsspeeldag van het seizoen 2013/14 zijn eerste treffer voor Stade Rennais tegen Stade Reims. In 2015 tekende hij bij AS Saint-Étienne.

## Interlandcarrière
Pajot was tussen 2010 en 2013 actief bij Frankrijk -21. Daar concurreerde hij met zijn voormalig ploegmaat Yann M'Vila en Josuha Guilavogui. Voor Frankrijk -21 speelde hij in totaal 15 interlands.
1 Maubleu ·
3 Nadé ·
4 Ekwah ·
5 Abdelhamid ·
6 Bouchouari ·
7 Monconduit ·
8 Appiah ·
9 Sissoko ·
10 Tardieu ·
11 Old ·
14 Mouton ·
16 Fall ·
17 Cornud ·
18 Cafaro ·
19 Pétrot ·
20 Boakye ·
21 Batubinsika ·
22 Davitasjvili ·
23 Briançon  ·
25 Wadji ·
26 Fomba ·
27 Maçon ·
28 Miladinović ·
29 Moueffek ·
30 Larsonneur ·
32 Stassin ·
Coach: Dall'Oglio